# Amtsgericht Rummelsburg
Das Amtsgericht Rummelsburg war ein preußisches Amtsgericht mit Sitz in Rummelsburg, Provinz Pommern.

## Geschichte
In Rummelsburg bestand von 1849 bis 1879 die Gerichtskommission Rummelsburg des Kreisgerichts Bütow. Das königlich preußische Amtsgericht Rummelsburg wurde mit Wirkung zum 1. Oktober 1879 als eines von sieben Amtsgerichten im Bezirk des Landgerichtes Stolp im Bezirk des Oberlandesgerichtes Stettin gebildet. Der Sitz des Gerichtes war Rummelsburg. Sein Gerichtsbezirk umfasste den Kreis Rummelsburg ohne die Teile die den Amtsgerichten Bütow, Pollnow, Schlawe und Stolp zugeordnet waren. Am Gericht bestanden 1880 zwei Richterstellen. Das Amtsgericht war damit ein mittelgroßes Amtsgericht im Landgerichtsbezirk.
Im Jahre 1945 wurden der größte Teil Pommerns, darunter der Sprengel des Amtsgerichtes Rummelsburg, unter polnische Verwaltung gestellt und die deutschen Bewohner vertrieben. Damit endete die Geschichte des Amtsgerichtes Rummelsburg. Unter polnischer Verwaltung entstand das Sąd Rejonowy w Miastku (1950–1975: Sąd Powiatowy w Miastku).